# Vukašin Krstić
Vukašin Krstić (cyryl. Вукашин Крстић, ur. 13 kwietnia 2003 w Nowym Sadzie) – serbski piłkarz grający na pozycji środkowego obrońcy w klubie FK TSC Bačka Topola.

## Kariera juniorska
Krstić grał jako junior w FK Vojvodina (do 2019), FK Crvena zvezda (2019–2021) i na wypożyczeniu w RFK Grafičar Beograd (2020).

## Kariera seniorska

### FK TSC Bačka Topola
Krstić przeszedł do FK TSC Bačka Topola 1 lipca 2021. Zadebiutował dla nich 9 sierpnia 2021 w meczu z Radničkim Nisz (wyg. 1:2).

## Kariera reprezentacyjna

### Serbia U-16
Krstić zaliczył debiut w reprezentacji Serbii U-16 5 czerwca 2018 w wygranym 2:3 spotkaniu przeciwko Węgrom. Ostatecznie na tym poziomie kadry Krstić wystąpił 7 razy, nie zdobywając żadnej bramki.

### Serbia U-17
Krstić zaliczył jeden mecz dla kadry Serbii U-17. Było to starcie przeciwko Łotwie (przeg. 1:2) rozegrane 24 października 2019.

### Serbia U-19
Krstić jednokrotnie wystąpił w reprezentacji Serbii U-19. Miało to miejsce 8 października 2021 w meczu z Bośnią i Hercegowiną (przeg. 0:3).

### Serbia U-20
Krstić dla Serbii U-20 zagrał jedno spotkanie. Było to starcie przeciwko Włochom (wyg. 0:1).

## Statystyki

### Klubowe
(aktualne na dzień 14 stycznia 2024)
| Klub                | Sezon              | Liga               | Liga  | Liga   | Puchar kraju | Puchar kraju | Europa | Europa | Suma  | Suma   |
| Klub                | Sezon              | Liga               | Mecze | Bramki | Mecze        | Bramki       | Mecze  | Bramki | Mecze | Bramki |
| ------------------- | ------------------ | ------------------ | ----- | ------ | ------------ | ------------ | ------ | ------ | ----- | ------ |
| FK TSC Bačka Topola | 2021/22            | Super liga Srbije  | 4     | 0      | 0            | 0            | –      | –      | 4     | 0      |
| FK TSC Bačka Topola | 2022/23            | Super liga Srbije  | 6     | 0      | 3            | 0            | –      | –      | 9     | 0      |
| FK TSC Bačka Topola | 2023/24            | Super liga Srbije  | 9     | 0      | 1            | 0            | 2      | 0      | 12    | 0      |
| FK TSC Bačka Topola | Ogólnie            | Ogólnie            | 19    | 0      | 4            | 0            | 2      | 0      | 25    | 0      |
| Ogólnie w karierze  | Ogólnie w karierze | Ogólnie w karierze | 19    | 0      | 4            | 0            | 2      | 0      | 25    | 0      |

### Reprezentacyjne
(aktualne na dzień 14 stycznia 2024)
| Reprezentacja      | Rok                | Mecze | Bramki |
| ------------------ | ------------------ | ----- | ------ |
| Serbia U-16        | 2018               | 7     | 0      |
| Ogólnie            | Ogólnie            | 7     | 0      |
| Serbia U-17        | 2019               | 1     | 0      |
| Ogólnie            | Ogólnie            | 1     | 0      |
| Serbia U-19        | 2021               | 1     | 0      |
| Ogólnie            | Ogólnie            | 1     | 0      |
| Serbia U-20        | 2021               | 1     | 0      |
| Ogólnie            | Ogólnie            | 1     | 0      |
| Ogólnie w karierze | Ogólnie w karierze | 10    | 0      |

| Mecze i gole w reprezentacji | Mecze i gole w reprezentacji | Mecze i gole w reprezentacji | Mecze i gole w reprezentacji | Mecze i gole w reprezentacji | Mecze i gole w reprezentacji | Mecze i gole w reprezentacji | Mecze i gole w reprezentacji                  |
| Serbia U-16                  | Serbia U-16                  | Serbia U-16                  | Serbia U-16                  | Serbia U-16                  | Serbia U-16                  | Serbia U-16                  | Serbia U-16                                   |
| Lp.                          | Data                         | Miejsce                      | Gospodarz                    | Gość                         | Wynik                        | Gol                          | Rozgrywki                                     |
| ---------------------------- | ---------------------------- | ---------------------------- | ---------------------------- | ---------------------------- | ---------------------------- | ---------------------------- | --------------------------------------------- |
| 1.                           | 05.06.2018                   | Mórahalom                    | Węgry U-16                   | Serbia U-16                  | 2:3                          |                              | Mecz towarzyski                               |
| 2.                           | 07.06.2018                   | Stara Pazova                 | Serbia U-16                  | Węgry U-16                   | 1:0                          |                              | Mecz towarzyski                               |
| 3.                           | 22.08.2018                   | Stara Pazova                 | Serbia U-16                  | Izrael U-16                  | 6:2                          |                              | Mecz towarzyski                               |
| 4.                           | 24.08.2018                   | Albena                       | Bułgaria U-16                | Serbia U-16                  | 1:1                          |                              | Mecz towarzyski                               |
| 5.                           | 26.08.2018                   | Moskwa                       | Rosja U-16                   | Serbia U-16                  | 1:0                          |                              | Mecz towarzyski                               |
| 6.                           | 06.11.2018                   | Stara Pazova                 | Serbia U-16                  | Gruzja U-16                  | 3:2                          |                              | Mecz towarzyski                               |
| 7.                           | 20.04.2019                   | Stara Pazova                 | Serbia U-16                  | Ekwador U-15                 | 5:1                          |                              | Mecz towarzyski                               |
| Serbia U-17                  |                              |                              |                              |                              |                              |                              |                                               |
| Lp.                          | Data                         | Miejsce                      | Gospodarz                    | Gość                         | Wynik                        | Gol                          | Rozgrywki                                     |
| 1.                           | 24.10.2019                   | Borysów                      | Łotwa U-17                   | Serbia U-17                  | 2:1                          |                              | Mistrzostwa Europy U-17 2020 – runda elitarna |
| Serbia U-19                  |                              |                              |                              |                              |                              |                              |                                               |
| Lp.                          | Data                         | Miejsce                      | Gospodarz                    | Gość                         | Wynik                        | Gol                          | Rozgrywki                                     |
| 1.                           | 08.10.2021                   | Stara Pazova                 | Serbia U-19                  | Bośnia i Hercegowina U-19    | 0:3                          |                              | Mecz towarzyski                               |
| Serbia U-20                  |                              |                              |                              |                              |                              |                              |                                               |
| Lp.                          | Data                         | Miejsce                      | Gospodarz                    | Gość                         | Wynik                        | Gol                          | Rozgrywki                                     |
| 1.                           | 06.09.2021                   | Castel di Sangro             | Włochy U-20                  | Serbia U-20                  | 0:1                          |                              | Mecz towarzyski                               |

## Sukcesy

### FK TSC Bačka Topola
- Super liga Srbije (1×): 2022/2023[8]